# راميرو بلاكوت
راميرو بلاكوت رودريغيز (3 يناير 1944 - 12 أغسطس 2024)، هو لاعب كرة قدم بوليفي دولي. كان عضوًا في المنتخب البوليفي الذي فاز ببطولة أمريكا الجنوبية عام 1963. توفي في 12 أغسطس 2024، عن عمر يناهز 80 عامًا.

## روابط خارجية
- راميرو بلاكوت على فرق كرة القدم الوطنية.كوم